# Munt la Schera
Munt la Schera – szczyt o wysokości 2587 m n.p.m. w Masywie Ortleru, części Alp Wschodnich. Leży w Szwajcarii, w kantonie Gryzonia. 
Pod górą przebiega tunel Munt la Schera.